# Spoorlijn 37
Spoorlijn 37 is een Belgische spoorlijn die Luik met de grens bij Aken verbindt. De lijn is 47,0 km lang.
De spoorlijn volgt tussen Angleur en Limburg de vallei van de Vesder. Hierdoor zijn er veel kunstwerken gebouwd op deze lijn, nl. 17 bruggen en 15 tunnels, waarvan drie in de stad Verviers. De spoorlijn bereikt zijn hoogste punten bij Welkenraedt (op de waterscheiding tussen Vesder en Geul) en bij de Belgisch-Duitse grens (op weg naar de Buschtunnel).
Sinds 2009 rijden de ICE- en Thalys-treinen niet meer langs spoorlijn 37 tussen Chênée en Y Hammerbrücke, maar langs de nieuwe HSL 3 en door de tunnel van Soumagne.

## Geschiedenis
De lijn is in fasen geopend tussen 16 oktober 1842 en 24 oktober 1843. Verviers bezat oorspronkelijk een kopstation: Verviers-Léopold, later Verviers-West genoemd. Op 15 maart 1867 werd een verbindingsboog in gebruik genomen zodat het kopmaken vermeden kon worden. Langs de rechtstreekse lijn werd een voorlopig station Verviers-Central geopend in 1918-1920. Het huidige station Verviers-Central werd ingehuldigd in 1930. Station Verviers-Ouest bleef in gebruik als goederenstation en werd ook 'Verviers-Entrepôt' genoemd.
Bij elektrificatiewerken op de spoorlijn tussen 1960 en 1967 werden de internationale treinen omgeleid via de spoorlijnen 40, 24, 39 of 24A. De binnenlandse treinen werden vervangen door een busdienst.

## Treindiensten
De NMBS verzorgt het personenvervoer met IC, L-, piekuur-, ICT- en S- treinen. Daarnaast wordt de route gebruikt door internationale diensten van Thalys en ICE.
| Serie         | Treinsoort                        | Route | Bijzonderheden |
| ------------- | --------------------------------- | --- | --- |
| ICE 79        | InterCityExpress (DB Fernverkehr) | Brussel-Zuid – Brussel-Noord – Luik-Guillemins – Aachen Hbf – Köln Hbf – Frankfurt (Main) Flughafen Fernbahnhof – Frankfurt (Main) Hbf                                                                              | Rijdt elke twee uur. |
| Eurostar 9400 | Eurostar (Eurostar)               | Paris Nord – Brussel-Zuid – Luik-Guillemins – Aachen Hbf – Köln Hbf – Düsseldorf Hbf – Duisburg Hbf – Essen Hbf – Bochum Hbf – Dortmund Hbf                                                                         | Vijf treinen per dag. Enkele treinen verder naar Dortmund.                                                                                               |
| NJ 425        | Nightjet (ÖBB)                    | Brussel-Zuid – Brussel-Noord – Luik-Guillemins – Aachen Hbf – Köln-Ehrenfeld – Bonn Hbf – Koblenz Hbf – Mainz Hbf – Frankfurt (Main) Süd – Erfurt Hbf – Halle (Saale) Hbf – Berlin Südkreuz – Berlin Hbf            | Drie keer per week. Trein splitste en combineerde in Mannheim Hbf. Rijdt Brussel – Mannheim samen NJ 40425. Rijdt Mannheim – Berlijn samen met NJ 40469. |
| NJ 40425      | Nightjet (ÖBB)                    | Brussel-Zuid – Brussel-Noord – Luik-Guillemins – Aachen Hbf – Köln-Ehrenfeld – Bonn Hbf – Koblenz Hbf – Mainz Hbf – München Ost – Rosenheim – Salzburg Hbf – Linz Hbf – Sankt Pölten Hbf – Wien Meidling – Wien Hbf | Drie keer per week. Trein splitste en combineerde in Mannheim Hbf. Rijdt Brussel – Mannheim samen met NJ 425. Rijdt Mannheim – Wenen samen met NJ 469.   |
| IC 01         | Intercity (NMBS)                  | Eupen – Luik-Guillemins – Brussel-Zuid – Gent-Sint-Pieters – Brugge – Oostende | |
| IC 12         | Intercity (NMBS)                  | [ Oostende – Brugge – ] Kortrijk – Gent-Sint-Pieters – Brussel-Zuid – Luik-Guillemins – Welkenraedt | Rijdt alleen op werkdagen. Eerste en laatste ritten van/naar Oostende.                                                                                   |
| IC 33         | Intercity (NMBS / CFL)            | Liers – Luik-Guillemins – Gouvy – Luxemburg | Rijdt in het weekend 1×/2u. tussen Liers - Luxemburg. |
| L 5000        | L-trein / Regional-Express (NMBS) | Verviers-Centraal – Pepinster – Spa-Géronstère | |
| L 5550        | L-trein (NMBS)                    | Liers – Luik-Guillemins – Rivage – Marloie | |
| ICT 6945      | Toeristentrein (NMBS)             | Liers – Luik-Guillemins – Rivage – Marloie | Rijdt in juli en augustus. |
| P 7440/8440   | Piekuurtrein (NMBS)               | Wezet – Luik-Guillemins – Brussel-Zuid – 's-Gravenbrakel | Rijdt alleen op werkdagen, 1 rit verder naar 's-Gravenbrakel.                                                                                            |
| P 7450/8450   | Piekuurtrein (NMBS)               | Welkenraedt – Verviers-Centraal – Luik-Guillemins – Herstal | Rijdt alleen op werkdagen. |
| P 7480/8480   | Piekuurtrein (NMBS)               | [ Hoei – Namen ] / [ Herstal – Luik-Sint-Lambertus – Luik-Guillemins – [ Rivage – Gouvy ] / [ Statte ] ] | Rijdt alleen op werkdagen. Een trein vanuit Herstal naar Gouvy. Twee treinen per richting tussen Hoei en Namen.                                          |
| P 7495        | Piekuurtrein (NMBS)               | Spa-Géronstère – Pepinster – Verviers-Centraal | Rijdt alleen op werkdagen. |
| P 7670/8670   | Piekuurtrein (NMBS)               | [ Namen – Sart-Bernard ] / [ Rochefort-Jemelle – [ Libramont ] / [ Rivage – Luik-Guillemins – Luik-Sint-Lambertus ] ]                                                                                               | Rijdt alleen op werkdagen. |
| P 8410        | Piekuurtrein (NMBS)               | Luik-Guillemins – Wezet | Rijdt alleen op werkdagen. |
| S 41 RE 29    | S-trein Luik (NMBS)               | Luik-Sint-Lambertus – Luik-Guillemins – Angleur – Verviers-Centraal – Welkenraedt – Aachen Hbf | euregioAIXpress In België als S |
| S 43 5300     | S-trein Luik (NMBS)               | Maastricht – Wezet – Luik-Guillemins – Tongeren – Diepenbeek – Hasselt | Rijdt in het weekend niet tussen Luik-Guillemins en Hasselt.                                                                                             |

## Aansluitingen
In de volgende plaatsen is of was er een aansluiting op de volgende spoorlijnen:
Luik-Guillemins
Spoorlijn 34 tussen Hasselt en Luik-Guillemins
Spoorlijn 36 tussen Brussel-Noord en Luik-Guillemins
Spoorlijn 37A tussen Luik-Guillemins en Angleur
Spoorlijn 125 tussen Luik-Guillemins en Namen
Y Val Benoît
Spoorlijn 40 tussen Y Val Benoît en Maastricht
Spoorlijn 125A tussen Y Val Benoît en Flémalle-Haute
Y Aguesses
Spoorlijn 40/1 tussen Y Aguesses en Y Garde-Dieu
Angleur
Spoorlijn 37A tussen Luik-Guillemins en Angleur
Spoorlijn 43 tussen Angleur en Marloie
Chênée
HSL 3 tussen Chênée en Y Hammerbrug
Spoorlijn 38 tussen Chênée en Blieberg
Pepinster
Spoorlijn 44 tussen Pepinster en Stavelot
Y Herve
Spoorlijn 38A tussen Battice en Verviers
Welkenraedt
Spoorlijn 39 tussen Welkenraedt en Montzen / Botzelaer
Spoorlijn 49 tussen Welkenraedt en Raeren
Y Hammerbrug
HSL 3 tussen Chênée en Y Hammerbrug
Hergenrath grens
DB 2600, spoorlijn tussen Keulen en Aken grens

## Lijn 37A
Lijn 37A is het derde en vierde spoor tussen Guillemins en Angleur ten zuiden van lijn 37. Voorheen lijn 37/2. Vmax 90 km/u.

## Verbindingssporen
37/1: Y Aguesses (lijn 37A) - Kinkempois (lijn 125A), dubbelspoor
37/2: Liège-Guillemins - Y Val-Benoît - Y Aguesses - Angleur, thans lijn 37A, derde en vierde spoor tussen Guillemins en Angleur. Vmax 90 km/u.
37/3: Y Gérardchamps - Verviers-West
37/4: Y Chic-Chac (lijn 37) - Verviers-West, deel van de oorspronkelijke lijn 37 toen Verviers-West het hoofdstation van Verviers was; opgebroken einde jaren 1950, omstreeks 1963 heraangelegd (na het opbreken van de lijn 38A, opnieuw opgebroken begin jaren 1990.

## Galerij

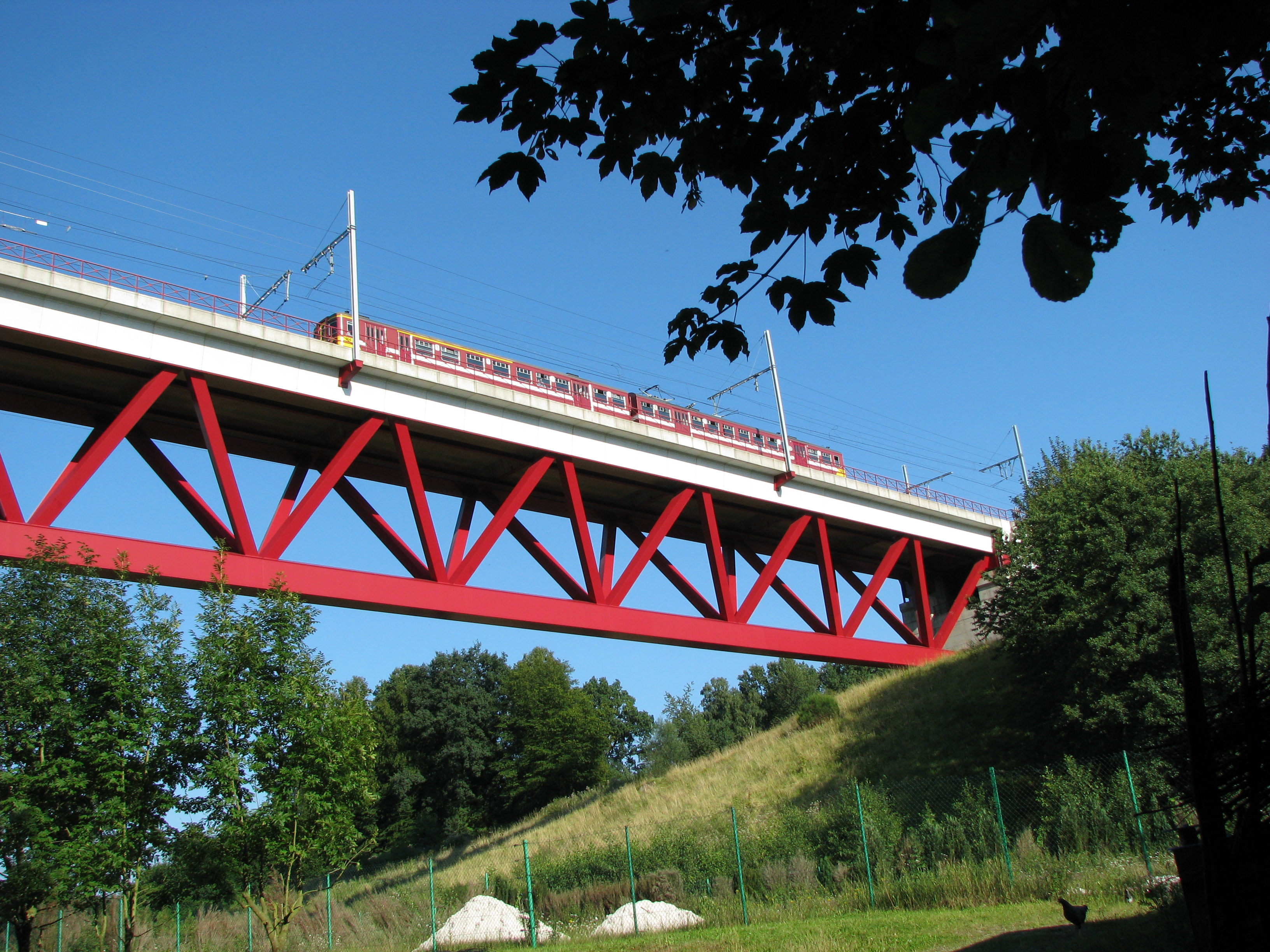
Hammerbrücke
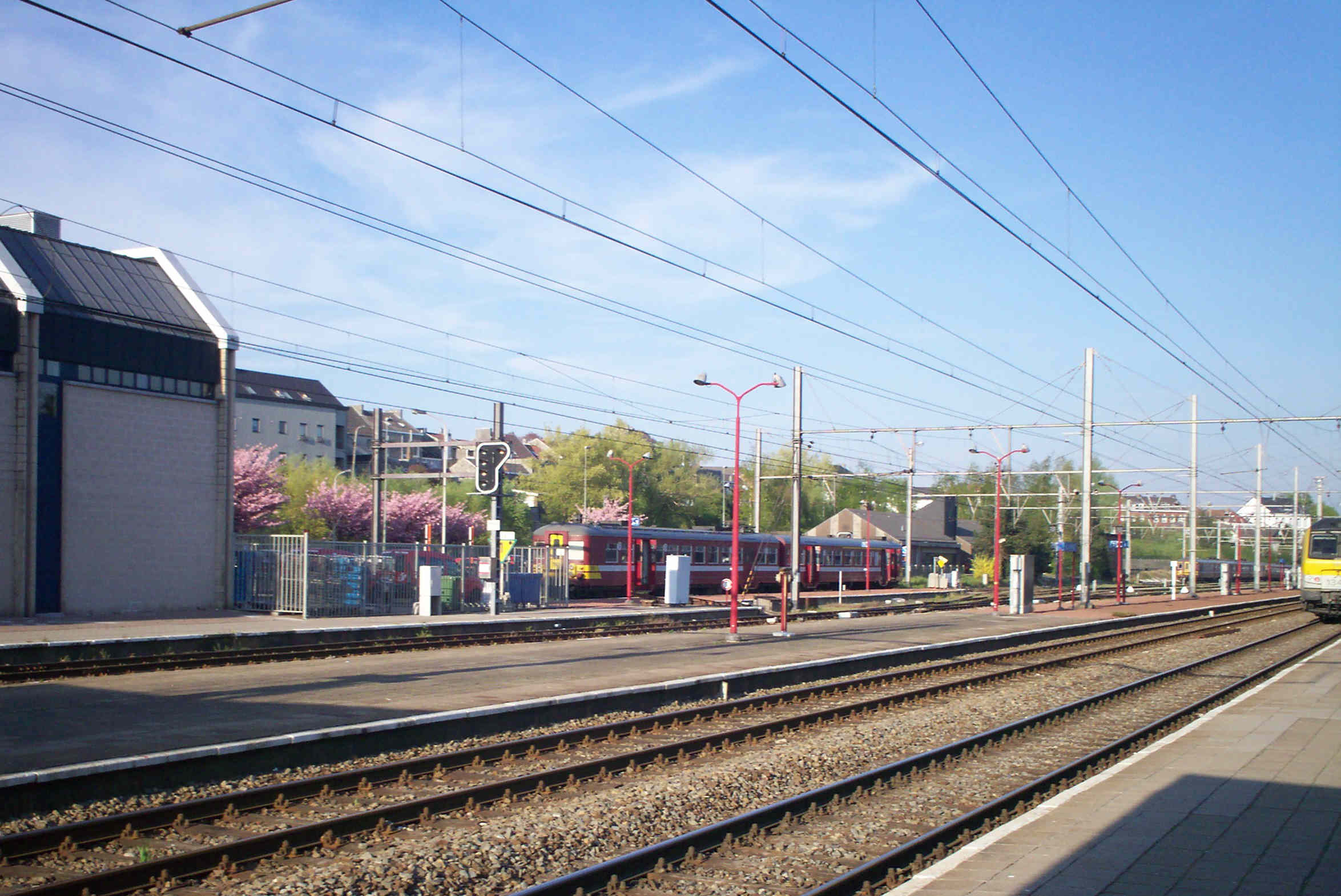
station Welkenraedt (toestand: 2007)
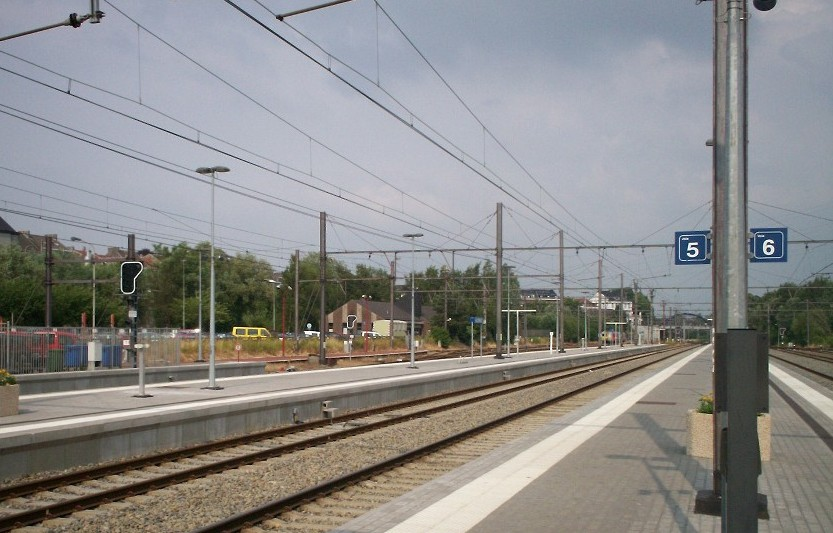
Station Welkenraedt (toestand: 2009)
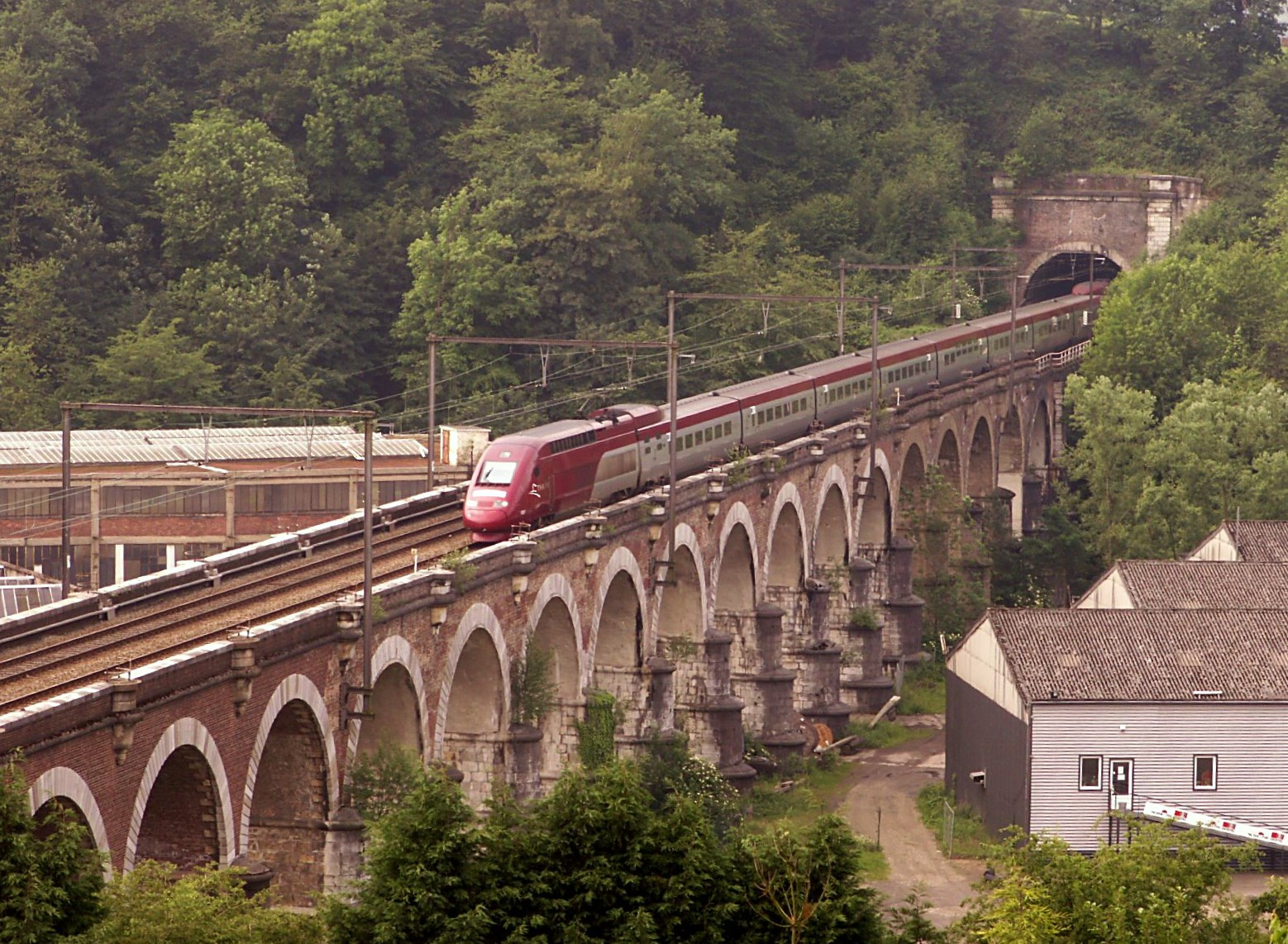
viaduct van Dolhain
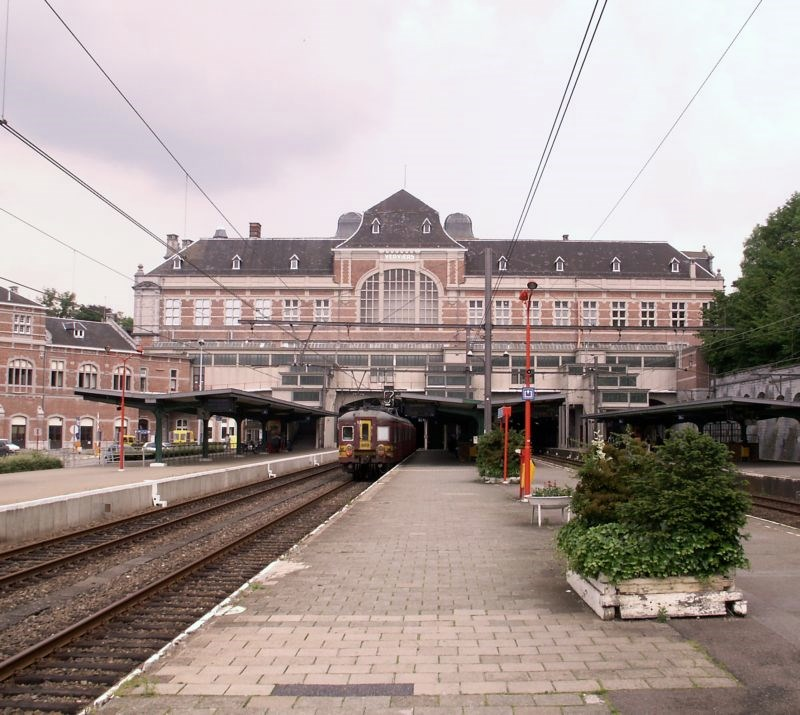
station Verviers-Centraal
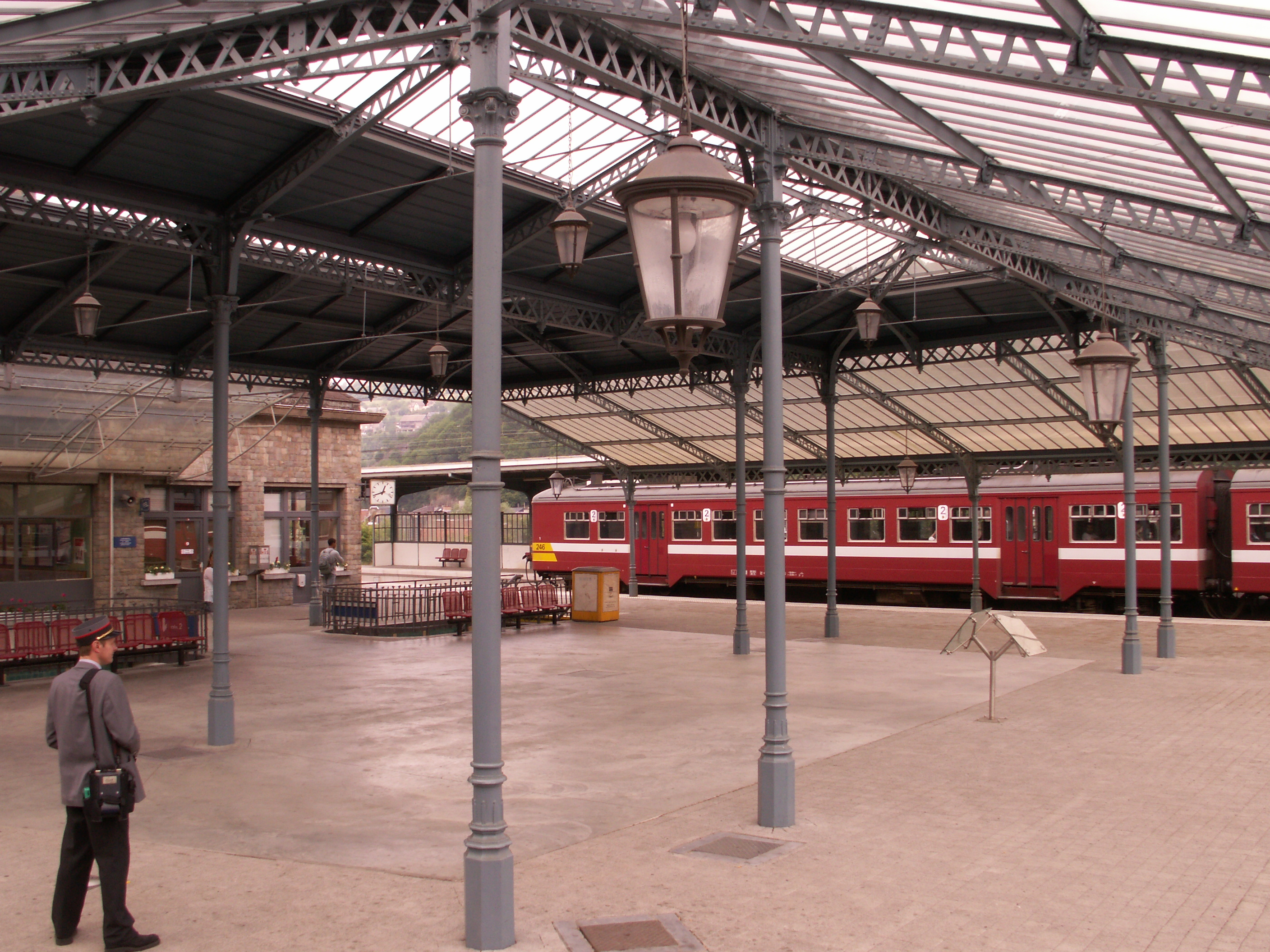
station Pepinster
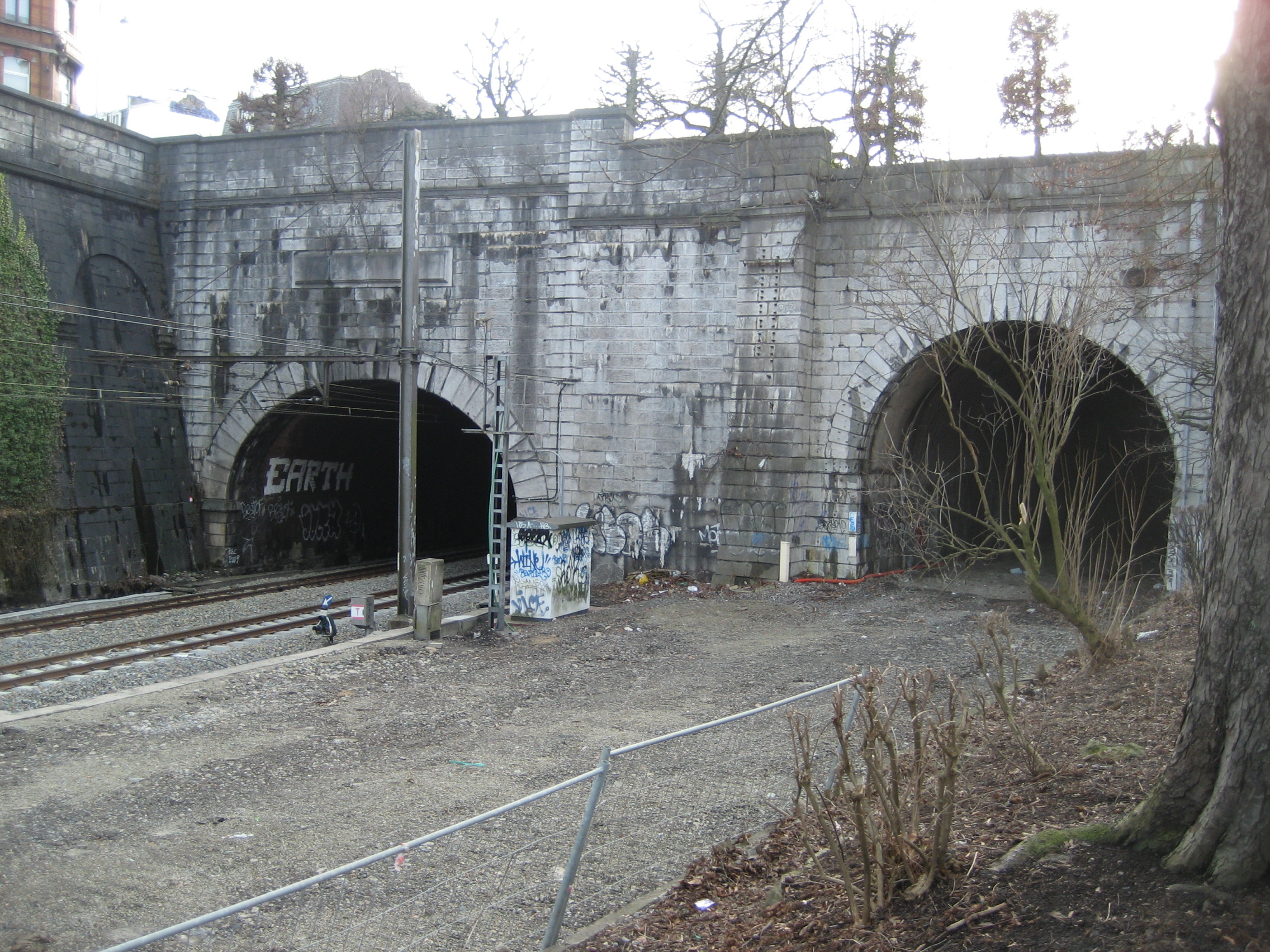
tunnels van Chic-Chac: links ligt lijn 37, rechts lag lijn 37/4
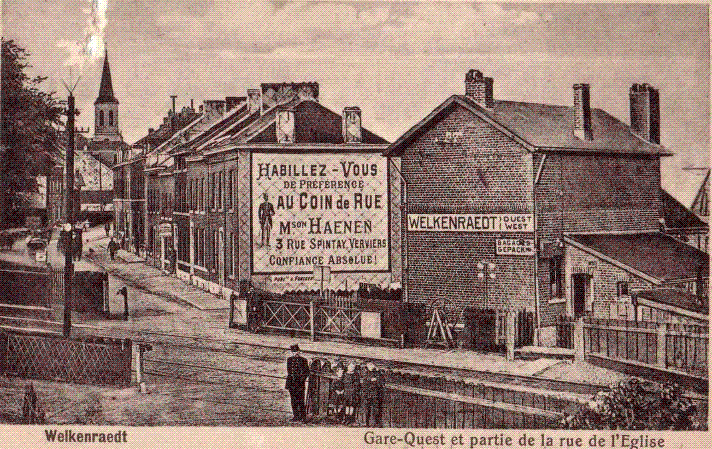
station Welkenraedt-West